# Ciclul Moștenirea
Ciclul Moștenirea este o tetralogie fantasy pentru tineret scrisă de autorul american Christopher Paolini, a cărei acțiune se petrece în lumea ficțională a Alagaësiei. Romanele seriei urmăresc aventurile tânărului Eragon și a dragonului său, Saphira, în lupta lor de a-l detrona pe regele malefic Galbatorix. Intenția inițială era ca seria să fie o trilogie (numită "Trilogia Moștenirea") dar pe 30 octombrie 2007 Paolini a anunțat că, în timp ce lucra la al treilea roman, și-a dat seama că povestea a devenit prea complexă pentru a o putea finaliza în doar trei romane.
Prima carte a seriei, Eragon, a apărut în 2002 și a fost republicată în 2003, fiind urmată de Eragon II. Cartea primului născut în 2005. Ambele cărți au ajuns pe lista celor mai bine vândute cărți a celor de la New York Times. A treia carte a seriei, Brisingr, a fost publicată pe 20 septembrie 2008, iar a patra și ultima carte, Moștenirea, pe 8 noiembrie 2011. Seria s-a vândut în 33,5 milioane de exemplare la nivel mondial.
Eragon a fost publicată inițial de familia lui Paolini în 2002, la Paolini LLC, fiind republicată în 2003 de Knopf. În 2006 a fost lansat filmul bazat pe prima carte a seriei, Eragon, cu Ed Speleers, Jeremy Irons, John Malkovich și Djimon Hounsou în rolurile principale. Filmul a avut parte de o primire destul de critică, ajungând pe locul al 13-lea în topul filmelor fantasy din Statele Unite în ceea ce privește încasările.

## Cǎrți
- Eragon, iunie 2002, Paolini International
- Eragon II. Cartea primului născut, 23 august 2005, A. Knopf
- Brisingr, 20 septembrie 2008, A. Knopf
- Moștenirea, 8 noiembrie 2011, A. Knopf

- Eragon's Guide to Alagaesia, 3 noiembrie 2009, A. Knopf

## Istoria publicării
Christopher Paolini a urmat școala acasă și a absolvit-o la cincisprezece ani, dar nu s-a simțit pregătit pentru colegiu, așa încât și-a folosit timpul liber pentru a scrie Eragon. Primul manuscris i-a luat un an, iar apoi a petrecut anul următor rescriind textul și aducând îmbunătățiri poveștii și personajelor. Noua versiune a prezentat-o părinților, iar aceștia au decis să o publice la propria editură, Paolini International, Paolini călătorind ulterior prin diverse școli pentru a promova cartea. În 2002, autorul Carl Hiaasen a descoperit cartea în mâinile fiului său vitreg și a adus-o în atenția editorului său, Alfred A. Knopf, care a republicat-o în 2003.
Eragon II. Cartea primului născut a fost lansată în ediție cartonată în august 2005 și în ediție broșată în martie 2007. O ediție limitată care include o scurtă istorie a Alagaësiei, un poster dublu cu inelul lui Brom și Glaedr, precum și câteva detalii despre Brisingr a fost lansată în septembrie 2006. Ediția delux conține un fragment din al treilea capitol al romanului Brisingr.
Brisingr — cuvânt care semnifică "foc" în limba veche a Alagaësiei și a fost luat din scandinava veche — a fost publicată pe 20 septembrie 2008. Anunțul prin care Paolini dădea detalii despre data lansării cărții a inclus noutatea că Trilogia Moștenirea va fi extinsă la patru cărți, fiind redenumită Ciclul Moștenirea.
Moștenirea a fost anunțată de Random House pe 23 martie 2011 odată cu prezentarea imaginii coperții. Lansarea a avut loc pe 8 noiembrie 2011 în Statele Unite, Canada, Marea Britanie, Australia și Noua Zeelandă.

## Intriga
În lumea ficțională a Alagaësiei, a existat un ordin care supraveghea țările și păstra pacea. Acest grup era cunoscut sub numele de Cavalerii Dragonilor, deoarece membri ei călăreau dragoni, la nașterea cărora se crea o legătură pe baza unei înțelegeri făcute între elfi și dragoni cu milenii în urmă. Dragonul unuia dintre Cavaleri, pe nume Galbatorix, a fost ucis de urgali, iar acest lucru l-a adus în pragul nebuniei. Fiindu-i refuzat un alt dragon de către Consiliu, Galbatorix a decis să distrugă ordinul și s-a aliat cu un Cavaler mai tânăr, Morzan, cu ajutorul căruia a ucis un alt Cavaler, căruia i-a furat dragonul, pe nume Shruikan. Cu ajutorul magiei a înfrânt voința lui Shruikan și l-a fprțat să îl slujească, apoi și-a alăturat mai mulți Cavaleri cu ajutorul cărora a preluat controlul asupra capitalei Ilirea și a distrus Vroengard, centrul Cavalerilor Dragonilor. Galbatorix i-a ucis pe membri Consiliului și pe majoritatea Cavalerilor, ceea ce i-a determinat pe dragonii rămași să facă o vrajă prin care dragonii să nu mai poată fi folosiți de către Cavaleri, ci să rămână simple animale sălbatice.
Cavalerul Oromis și dragonul său, Glaedr, s-au refugiat în Ellesmera, capitala pădurii Du Weldenvarden, în timp ce Morzan l-a înfruntat pe vechiul său prieten, Brom, căruia i-a ucis dragonul. Profitând de mila lui Morzan, Brom a reușit să fugă, iar Galbatorix a transformat Regatul în Imperiu, proclamându-se Împărat, deși autoritatea sa nu a fost acceptată de elfi și de pitici.
De-a lungul secolului următor, unii dintre Trădători au fost uciși în luptă sau în intrigi pentru putere, sau au înnebunit și s-au sinucis. Surda și-a proclamat independența, iar Brom a format grupul rebel cunoscut sub numele de vardeni, a cărui menire era să se opună Imperiului. Pe lângă asta, el a ucis trei dintre Trădători, printre care și Morzan și a orchestrat moartea altor cinci. Brom s-a îndrăgostit de soția lui Morzan, Selena, care a rămas însărcinată cu copilul lui și s-a dus la casa fratelui ei, Garrow, din Carvahall. După ce a născut, ea l-a lăsat pe fiul ei, Eragon, în grija fratelui și cumnatei ei, întorcându-se la Morzan și la fiul pe care îl avea cu acesta, dar a murit la scurt timp după aceea. Când Brom a fost nevoit să se ascundă, el s-a dus în Carvahall și a avut grijă din umbră de fiul său.
În următorii cincisprezece ani Galbatorix a preluat controlul asupra Umbrei Durza, căreia i-a ordonat să atace un curier, pe nume Arya, care călătorea ducând cu ea un ou de dragon furat din citadela Ilirea, redenumită Urû'baen, unde mai rămăseseră alte două ouă. Încercarea Aryei de a-i trimite oul lui Brom a eșuat, vraja fiind afectată de Elundari și făcând ca oul să ajungă la Eragon, cu convingerea că el era destinația potrivită. Eragon găsește oul în timpul unei partide de vânătoare și botează dragonul ieșit din ou Saphira, devenind Cavaler al Dragonului prin intermediul legăturii create între ei. Vărul lui, Roran, pleacă pentru a câștiga banii necesari întemeierii unei familii alături de iubita sa, Katrina. Între timp, Garrow este ucis de servitorii lui Galbatorix, creaturile Ra'zac, iar Eragon este nevoit să fugă din Carvahall alături de Brom, de la care primește sabia lui Morzan, Zar'roc.
În timpul călătoriei, Brom îl învață pe Eragon lupta cu sabia, magia și Limba Străveche, precum și calea Cavalerilor Dragonilor. Atacați de creaturile Ra'zac, ei sunt salvați de fiul lui Morzan, Murtagh, dar Brom este grav rănit. Înainte de a muri, el îi dezvăluie lui Eragon că a fost un Cavaler al Dragonilor, al cărui dragon se numea tot Saphira.
Murtagh și Eragon o salvează pe Arya, care se dovedește a fi o elfă și pleacă împreună să caute ajutorul vardenilor, ascunși în capitala Muntelui Beor, Tronjheim. Acolo, Eragon îi cunoaște pe conducătorul vardenilor, Ajihad, fiica lui Nasuada, Regele piticilor Hrothgar și fiul său Orik. Vardenii sunt atacați de o armată de urgali, iar Eragon este rănit de Durza, dar reușește să ucidă în cele din urmă Umbra cu ajutorul Aryei și al Saphirei. În timpul luptei, Ajihad este ucis de urgali, iar Murtagh este capturat și dus la Galbatorix, căruia este nevoit să îi jure credință. Unul dintre cele două ouă de dragon eclozează pentru el, iar dragonul nou-născut, pe nume Thorn, este ajutat prin magie să crească mai repede decât e firesc.
Eragon și Saphira pornesc spre Ellesmera, unde primesc învățătură de la Oromis și Glaedr. Rana lui Eragon e vindecată, iar tânărul dobândește abilitățile unui elf. Nasuada, care ia locul tatălui ei la conducerea vardenilor, își duce oamenii în Surda, la Regele Orrin, unde se întâlnește cu oamenii din Carvahall aduși acolo de Roran după ce satul le fusese distrus de creaturile Raz’ac, care o capturează pe Katrina. Roran devine căpitan în armata vardenă, iar Nasuada îi primește pe urgali alături de oamenii conduși de ea. Murtagh îl ucide pe Regele Hrothgar și îl învinge pe Eragon, căruia îi ia sabia Za'roc, dar îi lasă viața.
Eragon, Saphira și Roran pornesc spre Helgrind, unde o eliberează pe Katrina și ucid creaturile Ra'zac. În continuare, Eragon călătorește spre munții Beor - unde îl sprijină pe Orik să devină rege al piticilor - și spre Du Weldenvarden - unde își creează propria sabie, Brisingr, află că el și Murtagh sunt frați vitregi și este inițiat în tainele pietrelor Eldunari, care păstrează în ele inimile dragonilor morți.
Vardenii cuceresc câteva orașe ale Imperiului, iar Oromis și Glaedr sunt uciși de Murtagh și Thorn, dar piatra Eldunari a dragonului ajunge în mâinile lui Eragon. Nasuada este capturată de Murtagh și dusă la Galbatorix, care încearcă să o forțeze să-i jure credință. În încercarea disperată de a salva rebeliunea, Eragon este nevoit să viziteze Bolta Sufletelor din orașul ruinat Vroengard, unde găseșete o mulțime de pietre Eldunari și de ouă de dragon ascunse pentru a nu cădea în mâna lui Galbatorix. Cu ajutorul acestor pietre Eldunari și al lui Murtagh, care decide în cele din urmă să i se alăture, Eragon îl înfrânge pe Galbatorix, iar dragonul acestuia, Shruikan, este ucis de Arya.
Murtagh și Thorn pleacă spre nord pentru a se gândi la viitorul lor, iar Nasuada devine Mare Regină a Alagaësiei. Arya revine în Du Weldenvarden unde este aleasă să ia locul mamei sale decedată în luptă, Regina Islanzadí și devine Cavaler al Dragonului alături de dragonul ieșit din ultimul ou aflat în posesia lui Galbatorix. Eragon reface pactul original dintre Cavaleri și dragoni astfel încât să îi includă și pe pitici și pe urgali, apoi pleacă în estul Alagaësiei pentru a crește ouăle de dragon și a antrena noii Cavaleri ai Dragonilor.

## Personaje

### Cavaleri ai Dragonilor
- Eragon - personajul principal al seriei, fiu al Brom si al Selenei, este crescut de unchiul său Garrow în Carvahall, unde găsește oul Saphirei. Este antrenat să devină Cavaler al Dragonilor de către Brom, Oromis și Glaedr și se alătură rebeliunii vardenilor. După detronarea lui Galbatorix, este însărcinat cu antrenarea noilor Cavaleri ai Dragonilor.
- Brom - tatăl lui Eragon, i se opune lui Galbatorix și își pierde dragonul, numit Saphira. Se ocupă de instruirea lui Eragon și este rănit mortal în timpul unei confruntări cu creaturile Ra'zac.
- Murtagh - fratele vitreg al lui Eragon, fiul lui Morzan și al Selenei, este forțat de Galbatorix să îi jure credință și devine Cavalerul dragonului Thorn. În final se răzvrătește împotriva lui Galbatorix și ajută rebeliunea, după care se retrage în ținuturile din nordul Alagaësiei.
- Oromis - elf din Du Weldenvarden, Cavaler al dragonului Glaedr și posesor al sabiei Naegling, devine mentorul lui Eragon după moartea lui Brom. Este omorât în asediul orașului Gil'ead de către Galbatorix, prin intermediul lui Murtagh și al lui Thorn.
- Galbatorix - principalul antagonist, rege al Alagaësiei, care trădează Ordinul Cavalerilor după ce dragonul său, Jarnunvösk, este ucis de urgali. Folosește magia pentru a-l subjuga pe dragonul Shruikan și atrage de partea sa alți Cavaleri, cu ajutorul cărora distruge Ordinul. Încercarea sa de a crea un cerc invincibil al puterii prin cooptarea lui Eragon, a lui Murtagh și a Nasuadei eșuează, Eragon reușind să găsească punctul slab al magiei cu care se înconjurase pentru a controla întreaga Alagaësie.
- Morzan - tatăl lui Murtagh, posesor al sabiei Zar'roc, a fost cel mai loial susținător al lui Galbatorix dintre toți trădătorii, fiind primul cooptat și ultimul supraviețuitor al acestora. Este ucis de Brom.

### Dragoni
- Saphira - femela de culoare albastră, dragonul lui Eragon, primul dragon ieșit din cele trei ouă aflate în posesia lui Galbatorix.
- Thorn - mascul de culoare roșie, dragonul lui Murtagh, al doilea dragon ieșit din cele trei ouă aflate în posesia lui Galbatorix, este vrăjit de acesta să crească mai repede.
- Glaedr - mascul auriu, dragonul lui Oromis, și-a pierdut piciorul stăng din față în numeroasele lupte cu Trădătorii. Maestru al lui Eragon și al Saphirei alături de cavalerul Oromis, este ucis în timpul asediului orașului Gil'ead, iar sufletul și conștiința lui se retrag într-o piatră Eldunarí care îi este înmânată lui Eragon.
- Shruikan - mascul de culoare neagră, furat de Galbatorix de la cavalerul pentru care ieșise din ou și supus de acesta cu ajutorul magiei.
- Fírnen - mascul de culoarea smaraldului, al treilea dragon ieșit din cele trei ouă aflate în posesia lui Galbatorix, devine dragonul Aryei.

### Vardeni
- Nasuada - fiica lui Ajihad, devine conducătoarea vardenilor după moartea acestuia. Calitățile ei sunt apreciate de Galbatorix, care încearcă să și-o alăture, dar nu reușește să o supună. După răsturnarea acestuia, este aleasă să conducă Alagaësia.
- Elva - o orfană pe care Eragon este rugat să o binecuvânteze, dar asupra căreia, din greșeală, aruncă un blestem care o face să poată simți nefericirile tuturor celor din jur. Evenimentul o face să se maturizeze mult mai repede și, deși Eragon își repară parțial greșeala prin intermediul unei noi binecuvântări, rămâne însemnată pe vecie, lucru care o marchează profund. În cele din urmă, acceptă totuși să ajute rebeliunea să îi detroneze pe Galbatorix.
- Ajihad - conducător al vardenilor, tatăl Nasuadei, este ucis de către urgali când aceștia atacă Tronjheimul.
- Gemenii - magicieni capabili de control mental, se dovedesc a fi trădători aflați în slujba lui Galbatorix a căror menire este să i-l aducă pe Murtagh, pentru a-i jura supunere. Orchestrează atacul urgalilor asupra Tronjheimului și asasinarea lui Ajihad, fiind uciși ulterior de Roran.

### Elfi
- Arya Drottningu - fiica regelui Evandar și al Islanzadí, alege să devină ambasadoare a elfilor și ajunge să fure unul din ouăle de dragon aflate în posesia lui Galbatorix. Capturată de slujitorii acestuia, ea încearcă să folosească magia pentru a-i trimite oul lui Brom, dar acesta ajunge la Eragon. Este ținută prizonieră de Umbra Durza, dar este eliberată de Eragon și Murtagh. Are un rol important în detronarea lui Galbatorix, omorându-l pe dragonul Shruikan, apoi este aleasă regină a elfilor după ce mama ei este ucisă în Bătălia Uru'baenului. Devine Cavaler al Dragonilor după ce ia ultimul ou aflat în posesia lui Galbatorix, din care iese dragonul de smarald Fírnen.
- Islanzadí - regină a elfilor, soția regelui Evandar și mamă a Aryei. Acceptă să se alăture rebeliunii vardenilor și este ucisă de Lordul Barst în Bătălia Uru'baenului.
- Blödhgarm - ființă jumătate elf, jumătate lup, foarte bun magician și războinic, devine conducătorul gărzii menite să îi protejeze pe Eragon și Saphira.
- Rhunön - elfă specializată în făurirea săbiilor pentru Cavalerii Dragonilor. Are peste trei milenii de viață și îl ajută pe Eragon să își făurească propria sabie, Brisingr.

### Pitici
- Orik - membru al clanului Dûrgrimst Ingeitum, adoptat ca moștenitor de către Regele Hrothgar, este fierar, războinic și ghid al lui Eragon și al Saphirei. La moartea Regelui Hrothgar devine conducător al piticilor, pe care îi conducă în luptele împotriva lui Galbatorix.
- Hrothgar - rege al piticilor, conducătorul a treisprezece clanuri, îl acceptă pe Eragon ca membru al clanului Dûrgrimst Ingeitum. Este ucis de Murtagh prin intermediul magiei în bătălia de pe Câmpiile Înflăcărate.

### Urgali
- Nar Garzhvog - este un comandant kull1 care decide să li se alăture vardenilor, fiind primul dintre ai săi care formează o alianță cu alte rase. Îl respectă și îl ajută pe Eragon care, impresionat la rândul său de Nar Garzhvog, decide să îi adauge și pe urgali în pactul Cavalerilor Dragonilor.

1 Kulli sunt urgali care ajung până la o înălțime de opt picioare.

### Pisici Fermecate
- Solembum - motan fermecat care trăiește alături de Angela. Îl îndeamnă pe Eragon să caute sub Copacul Menoa, unde se găsește materialul din care acesta își va fabrica sabia Brisingr și îl trimite la Bolta Sufletelor, unde acesta va descoperi pietrele Eldunarí.
- Grimmrr Jumătat'-de-Labă - regele Pisicilor Fermecate, acceptă pentru prima dată în istoria acestei rase să formeze o alianță cu alte rase, pentru a-l detrona pe Galbatorix.

### Alte personaje
- Orrin - Regele Surdei, ajută rebeliunea vardenilor cu alimente, arme și luptători. După răpirea Nasuadei de către Galbatorix este pe cale să strice alianța în încercarea sa de a deveni lider al rebelilor. După detronarea lui Galbatorix, concurează cu Nasuada în lupta de a deveni conducătorul oamenilor.
- Angela - ghicitoare și vrăjitoare, îl ajută deseori pe Eragon și se află în posesia multor vrăji și artefacte magice nefamiliare altor vrăjitori. Este însoțită mereu de motanul vrăjit Solembum.
- Roran - fiul lui Garrow și vărul lui Eragon, se îndrăgostește de Katrina din Carvahall. Când aceasta este răpită iar satul este distrus, îi conduce pe localnici până la vardeni, cărora li se alătură, devenind unul dintre cei mai buni comandanți ai Nasuadei. Este foarte respectat de către urgali și se remarcă prin cucerirea cetății Aroughs, uciderea Lordului Barst, cel care asigura defensiva cetății Uru'baen ;i uciderea Gemenilor, acest din urmă eveniment atrăgându-i porecla Stronghammer. După detronarea lui Galbatorix, Nasuada îl ridică în rang și îl face stăpân peste Valea Palancar.
- Durza - este o Umbră, un vrăjitor posedat de spiritele invocate. Pe numele său real Carsaib, el este un orfan crescut de un vrăjitor, căruia i-a devenit ucenic. După ce devine Umbră ajunge unul dintre principalii slujitori ai lui Galbatorix, capturând-o pe Arya după ce aceasta furase unul din ouăle de dragon. Este ucis de Eragon.
- Ra'zac - creaturi foarte puternice, similare unor insecte de dimensiunea unui om, care la bătrânețe se transformă în niște animale cu coadă lungă, cunoscute sub numele de Lethrblaka. Două dintre aceste creaturi sunt folosite de Galbatorix pentru a căuta oul Saphirei, ele distrugând satul Carvahall și omorându-l pe Garrow.
- Garrow - fermier din Carvahall, fratele Selenei și tatăl lui Roran. Eragon rămâne în grija lui când Selena se întoarce la Morzan. Este ucis de creaturile Ra'zac.
- Selena - mama lui Eragon și a lui Murtagh și sora lui Garrow. Consoarta lui Morzan, devine spioană și asasină pentru Galbatorix, dar se îndrăgostește ulterior de Brom. Moare la puțin timp după nașterea lui Eragon.
- Katrina - iubita și, ulterior, soția lui Roran, fiica măcelarului Sloan. Este răpită de creaturile Ra'zac, dar Roran și Eragon o salvează.
- Lordul Barst - conducătorul defensivei cetății Uru'baen, foarte bun strateg, nemilos și devenit aproape invincibil datorită unei pietre Eldunarí. O ucide pe Regina Islanzadí, dar este ucis la rândul său de Roran.

## Cadrul acțiunii
Acțiunea seriei se petrece pe continentul numit Alagaësia.

### Geografia
Locații importante:
| - Imperiul - Belatona - Regatul Broddring - Carvahall - Ceunon - Daret - Dras-Leona - Eastcroft - Feinster - Gil'ead - Helgrind - Kuasta - Valea Palancar - Șira - Therinsford - Teirm - Urû'baen - Yazuac | - Munții Beor - Az Ragni - Beartooth River - Celbedeil - Farthen Dûr - Tarnag - Tronjheim - Du Weldenvarden - Ardwen - Ceris - Ellesméra - Gaena River - Deșertul Hadarac - Surda - Alalëa |

### Locuitorii
Alagaësia este locuită de numeroase rase inteligente:
- Oameni
- Elfi
- Pitici
- Urgali
  - Kulli [versiuni mai mari ale urgalilor]
- Dragoni
- Pisici Fermecate
- Umbre
- Ra'zac

### Limbile
- Limba Străveche
- Limba piticilor
- Limba urgalilor
- Limba nomazilor

## Eragon's Guide to Alagaësia
Eragon's Guide to Alagaësia este un supliment al Ciclului Moștenirea publicat în noiembrie 2009. Cartea dă impresia că ar fi fost scrisă de Eragon după evenimentele descrise în Moștenirea și este dedicată unui "tânăr Cavaler al Dragonilor" (cititorul). Cartea conține cincisprezece ilustrații care prezintă orașele și diversele rase din Alagaësia. Deoarece a apărut înainte de publicarea Moștenirii, conține indicii despre desfășurarea ulterioară a acțiunii.

## Posibile continuări
Cristopher Paolini a declarat într-un interviu că se gândește să mai scrie povestiri a cărir acțiune se petrece în Alagaësia. Una dintre ele ar fi o continuare a Ciclului Moștenirea, în timp ce celelalte ar conține idei noi (cum ar fi un posibil preludiu centrat pe viața lui Brom).

## Opinii critice
Cărțile au fost criticate pentru natura lor derivată. Două surse au fost cel mai des aduse în discuție, și anume Războiul stelelor (datorită numeroaselor similarități ale acțiunii) și Stăpânul inelelor (din cauza cadrului acțiunii, elfilor și piticilor, the language precum și a personajelor și a numelor locurilor). Chiar și recenziile care au elogiat cartea au remarcat faptul că opera se inspiră mult din convențiile genului fantasy în ceea ce privește personajele, hărțile, dialogul și conceptele.
Recenziile pentru Eragon II au fost similare. Criticii au fost de părere că Paolini a evoluat ca scriitor de la Eragon, dar au remarcat folosirea ca sursă de inspirație a filmului Imperiul contraatacă și a cărților Cele două turnuri și Dune. USAToday a găsit numeroase ecouri ale Războiului stelelor în acțiunea cărții Eragon, în timp ce Entertainment Weekly a remarcat similarități cu Stăpânul inelelor.

## Adaptări
Pe 15 decembrie 2006 a fost lansată adaptarea cinematografică a romanului Eragon. Filmul, avându-i pe Edward Speleers în rolul lui Eragon, căruia i s-au alăturat Jeremy Irons, John Malkovich, Rachel Weisz, Sienna Guillory, Djimon Hounsou și Robert Carlyle, a fost realizat de 20th Century Fox și a marcat debutul regizoral al lui Stefen Fangmeier. Scenariul a fost scris de Peter Buchman, iar filmările au avut loc în principal în Ungaria și Slovacia. Pe 20 martie 2007 a fost lansată varianta pe DVD. Filmul a fost aspru criticat pentru scrierea amatoricească și scenele împrumutate din Războiul stelelor și Stăpânul inelelor. Din acest motiv, căruia i s-a alăturat transformarea trilogiei într-un ciclu, nu s-au mai făcut planuri pentru continuări.